# المكان في ويتون (رواية)
المكان في ويتون (بالإنجليزية: The Place at Whitton)‏ هي رواية للكاتب الأسترالي توماس كينيلي، نشرت عام 1964، لأول مرة عن دار نشر كاسل في لندن. 